# Теді Цара
Теді Цара (алб. Tedi Cara; нар. 15 квітня 2000, Кавая, Албанія) — албанський футболіст, нападник «Олександрії».

## Клубна кар'єра
Займався футболом в албанському клубі «Беса» зі свого рідного міста Кавая. Наприкінці грудня 2016 року дебютував за вище вказану команду у Першому дивізіоні. Протягом наступних трьох років виступав за «Бесу» у другій за значимістю албанській лізі. Наприкінці січня 2020 року нападник підписав контракт зі столичним «Партизані». Сума відступних склала 75 000 євро. 28 лютого того ж року дебютував в албанській Суперлізі, вийшов на заміну у другому таймі виїзного поєдинку проти «Тирани». 14 червня 2020 року нападник відзначився своїм першим голом на найвищому рівні, наприкінці домашньої зустрічі з «Люфтетарі», оформив остаточний рахунок 8:1 на користь своєї команди.
У середині грудня 2024 року підписав контракт з «Олександрією». За даними албанського видання Panorama Sport український клуб заплатив за нападника 230 000 євро та різноманітні бонуси.

## Кар'єра в збірній
Виступав за юнацькі та молодіжні збірні Арбанії.
9 листопада 2022 року в іспанській Марбельї дебютував у футболці національної збірної Албанії в товариському матчі зі збірною Катару, в якому вийшов на поле в стартовому складі.

## Статистика виступів

### Клубна
Статистика станом на 1 листопада 2023 року.
| Сезон                           | Команда                         | Чемпіонат                       | Чемпіонат | Чемпіонат | Нац. кубок | Нац. кубок | Нац. кубок | Конт. кубок | Конт. кубок | Конт. кубок | Інші кубки | Інші кубки | Інші кубки | Загалом | Загалом |
| Сезон                           | Команда                         | Змаг.                           | Матчі     | Голи      | Змаг.      | Матчі      | Голи       | Змаг.       | Матчі       | Голи        | Змаг.      | Матчі      | Голи       | Матчі   | Голи    |
| ------------------------------- | ------------------------------- | ------------------------------- | --------- | --------- | ---------- | ---------- | ---------- | ----------- | ----------- | ----------- | ---------- | ---------- | ---------- | ------- | ------- |
| 2016-2017                       | «Беса» (Кавая)                  | КП                              | 11        | 1         | КА         | 0          | 0          | -           | -           | -           | -          | -          | -          | 11      | 1       |
| 2017-2018                       | «Беса» (Кавая)                  | КП                              | 12        | 0         | КА         | 1          | 0          | -           | -           | -           | -          | -          | -          | 13      | 0       |
| 2018-2019                       | «Беса» (Кавая)                  | КП                              | 18        | 3         | КА         | 2          | 1          | -           | -           | -           | -          | -          | -          | 20      | 4       |
| 2019-січ. 2020                  | «Беса» (Кавая)                  | КП                              | 13        | 8         | КА         | 1          | 1          | -           | -           | -           | -          | -          | -          | 14      | 9       |
| Загалом за «Бесу» (Кавая)       | Загалом за «Бесу» (Кавая)       | Загалом за «Бесу» (Кавая)       | 54        | 12        |            | 4          | 2          |             | -           | -           |            | -          | -          | 58      | 14      |
| січ.-лип. 2020                  | «Партизані»                     | СА                              | 8         | 1         | КА         | 2          | 0          | ЛЧУ+ЛЄУ     | -           | -           | СА         | -          | -          | 10      | 1       |
| 2020-2021                       | «Партизані»                     | СА                              | 34        | 5         | КА         | 3          | 0          | -           | -           | -           | -          | -          | -          | 37      | 5       |
| 2021-2022                       | «Партизані»                     | СА                              | 34        | 10        | КА         | 6          | 1          | ЛКУ         | 4           | 2           | -          | -          | -          | 44      | 13      |
| 2022-2023                       | «Партизані»                     | СА                              | 35        | 6         | КА         | 5          | 0          | ЛКУ         | 2           | 1           | -          | -          | -          | 42      | 7       |
| 2023-2024                       | «Партизані»                     | СА                              | 10        | 2         | КА         | 0          | 0          | ЛЧУ+ЛКУ     | 2+6         | 1+4         | СА         | 0          | 0          | 18      | 7       |
| Загалом за «Партизані» (Тирана) | Загалом за «Партизані» (Тирана) | Загалом за «Партизані» (Тирана) | 121       | 24        |            | 16         | 1          |             | 14          | 8           |            | 0          | 0          | 151     | 33      |
| Усього за кар'єру               | Усього за кар'єру               | Усього за кар'єру               | 175       | 36        |            | 20         | 3          |             | 14          | 8           |            | 0          | 0          | 209     | 47      |

### У збірній
| Дата       | Місто    | Господарі | Результат | Гості    | Турнір           | Голи | Примітки |
| ---------- | -------- | --------- | --------- | -------- | ---------------- | ---- | -------- |
| 9-11-2022  | Марбелья | Катар     | 1 – 0     | Албанія  | товариський матч | -    | 65'      |
| 19-11-2022 | Тирана   | Албанія   | 2 – 0     | Вірменія | товариський матч | -    | 46'      |
| Усього     |          | Матчів    | 2         |          | Голів            | 0    |          |

## Досягнення
«Партизані» (Тирана)
- Суперліга Албанії
  -  Чемпіон (1): 2022/23

- Суперкубок Албанії
  -  Володар (1): 2023